# 4つのロシア農民の歌

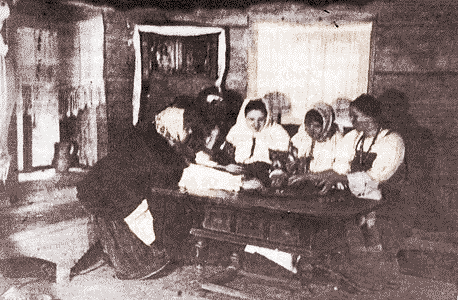
皿占い

『4つのロシア農民の歌』（よっつのロシアのうみんのうた）は、イーゴリ・ストラヴィンスキーが1914年から1917年にかけて作曲したロシア語の無伴奏女声合唱曲。
ロシア語では Подблюдные と呼ばれ、これは「皿占いの歌」を意味する。日本では副題として「敷皿」（英語 Saucers）と呼ばれるが、これはロシア語の意味にあまり対応していない。

## 概要
歌詞はイヴァン・サハロフの収集したロシア民話集から取られている。ストラヴィンスキー本人はアファナーシェフから取ったと後に言っているが、誤り。
ロシアではクリスマス週間（スヴャートキ）に女性が集まって皿占いをする伝統がある。皿あるいは鉢の中に各人が小物を入れた後、ひとりが上を布で覆って皿を振った上で小物を取りだして将来を占う。この時に歌われる歌が皿占いの歌（ロシア語版）と呼ばれる。
各曲が12月と1月に集中して作曲されていることから、リチャード・タラスキンはこれらの曲がクリスマス週間を祝うために作曲されたと考えている。
ストラヴィンスキーによる旋律は著しくロシア的だが、既存のロシアの音楽から取ったわけではない。『結婚』の音楽によく似ている。
1917年にジュネーヴでヴァシーリー・キバリチチの指揮によって初演された。
楽譜が出版されたのはずっと後になってからで、1930年にドイツのショット社からロシア語とドイツ語による歌詞をつけて出版された。1932年にロンドンの J. & W. チェスター社からロシア語・フランス語・英語の歌詞をつけて出版され、この時に題名が『4つのロシア農民の歌』（英: Four Russian Peasant Songs、仏: Quatre chants paysans russes。ロシア語では題はつけられていない）になった。

## 内容
4曲から構成されるが、いずれも非常に短い。
1. チガシの救世主教会で У Спаса в Чигисах[8]
2. オフセン Овсень
3. カマス Щука
4. 太鼓腹 Пузище

2曲めのオフセン（ロシア語版）は皿占いの歌ではなく、新年を祝うものだという。それ以外の3曲はいずれも行末が「Слава!」（栄光あれ）で終わっている。
1曲めはプーシキン『エヴゲーニイ・オネーギン』にも登場する有名な歌。
実際にはもう1曲あったらしいが、草稿のみが残っており、完成したかどうかわからない。なお、1919年の歌曲『4つのロシアの歌』の第3曲も皿占いの歌を歌詞としている。
演奏時間は約3分。

## 編曲
4台のホルンを加えた版が1954年に作られた。